# Palazzolo Vercellese
Palazzolo Vercellese (Palasseu in piemontese) è un comune italiano di 1 093 abitanti della provincia di Vercelli in Piemonte.

## Geografia fisica
Sorge a circa 24 chilometri a sud-ovest in direzione del capoluogo, poco distante dalla riva sinistra del Po. Il suo panorama offre la veduta delle colline del Monferrato e delle risaie, molto diffuse per la tipica coltivazione del riso.

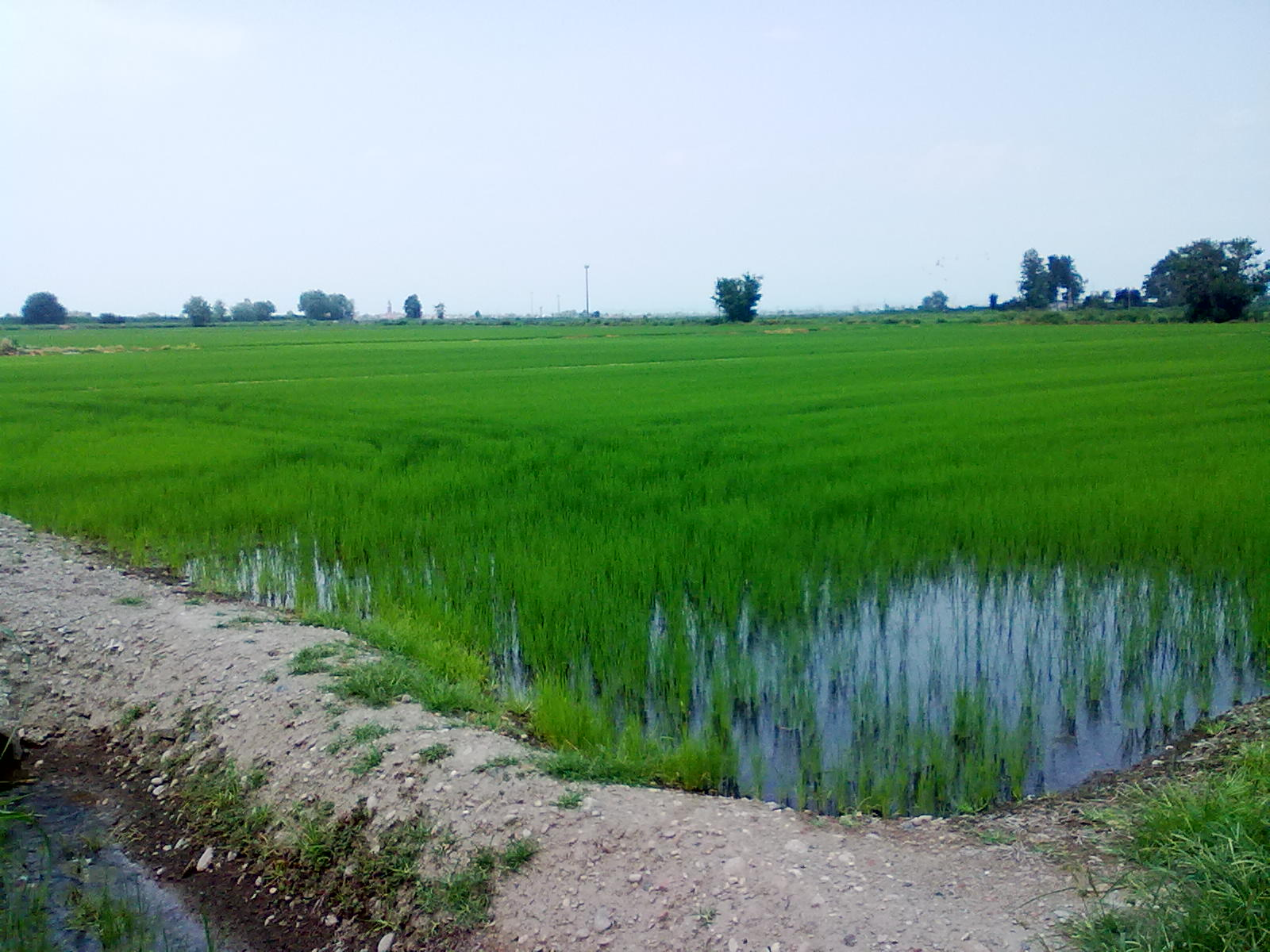
I tipici campi di riso nella parte conclusiva del paese

## Storia
I ritrovamenti di numerosi reperti archeologici (attualmente conservati presso il Museo Leone di Vercelli e il Museo di Antichità di Torino) hanno consentito di stabilire che le origini di Palazzolo Vercellese risalgono all'epoca romana; ciò è testimoniato dalla struttura del suo centro storico, tipico castrum romano.
Nel 1243 passò al comune di Vercelli e successivamente ai marchesi del Monferrato, quindi ai Gonzaga di Mantova. Nel 1595 il feudo passò a Luigi e Curzio Gonzaga, nel quale non si stabilì mai a causa della salute malferma, preferendo risiedere nel suo palazzo di Borgoforte.

### Simboli
Nello stemma comunale è raffigurata la dea Atena, con uno scudo a sinistra e la lancia nella mano destra, in piedi sul terreno di verde con lo sfondo di campo di cielo.

## Monumenti e luoghi d'interesse

### Monumento ai caduti
Questo monumento, eretto in piazza Giovine Italia, è a ricordo dei valorosi soldati deceduti sul campo di battaglia durante la prima e la seconda guerra mondiale. Tale costruzione è costituita da una base cubica in pietra, circondata da lastre di granito grigio-nero, sulle quali sono incisi i nomi dei soldati palazzolesi defunti; al di sopra di quest'ultima, si erge un soldato in bronzo in fase di movimento con la bandiera italiana nella mano destra.

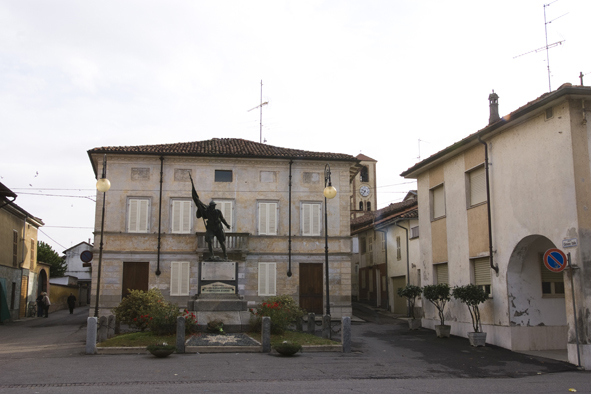
Monumento ai caduti in piazza Giovine Italia
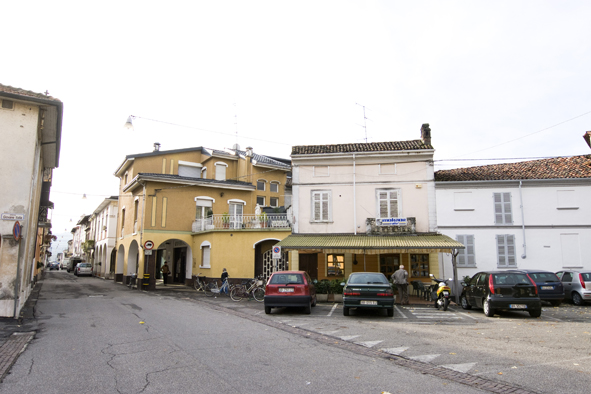
Uno scorcio di piazza Giovine Italia, la piazza principale del paese

### Chiesa parrocchiale di San Germano Vescovo
La chiesa parrocchiale di San Germano è la principale chiesa di Palazzolo Vercellese, dove si svolgono le rituali messe e i vari sacramenti. Si trova in una piccola piazza costituita dall'incrocio di due traverse provenienti dalla principale via del paese, Corso Italia; in essa sono presenti inoltre la Chiesetta degli Angeli e l'Oratorio. Nella parrocchia sono inoltre presenti i resti dei corpi dei due patroni della comunità, quali san Caio e santa Faustina, conservati in un'urna in vetro dal 1626. Essi vengono esposti durante cerimonie religiose importanti e, soprattutto, nell'annuale Santa Messa per celebrarli, ovvero all'annuale "festa del paese" che si tiene solitamente la prima domenica di settembre.

Entrata principale e facciata della chiesa di San Germano
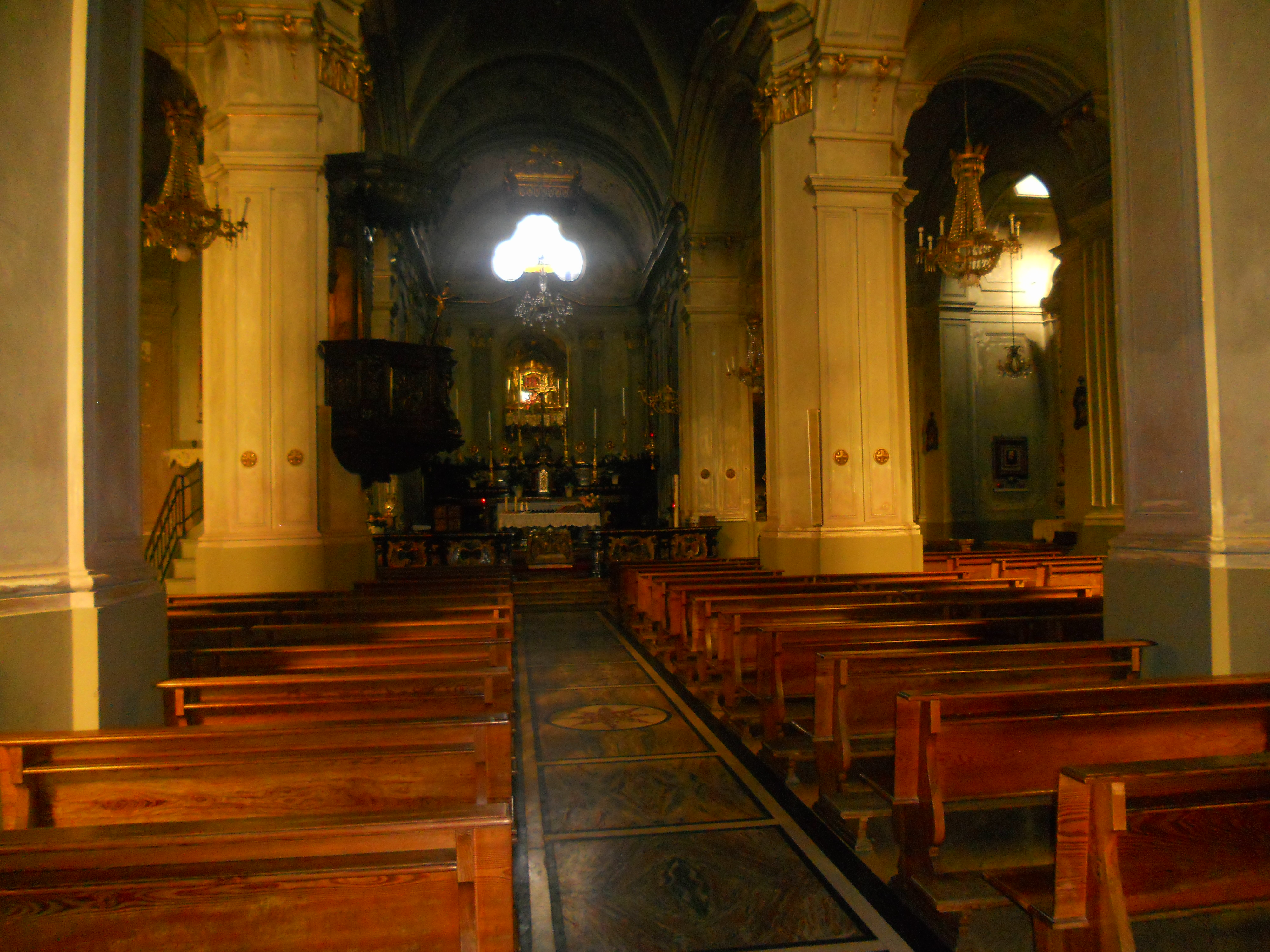
Vista interna della chiesa di San Germano dalla parte sinistra
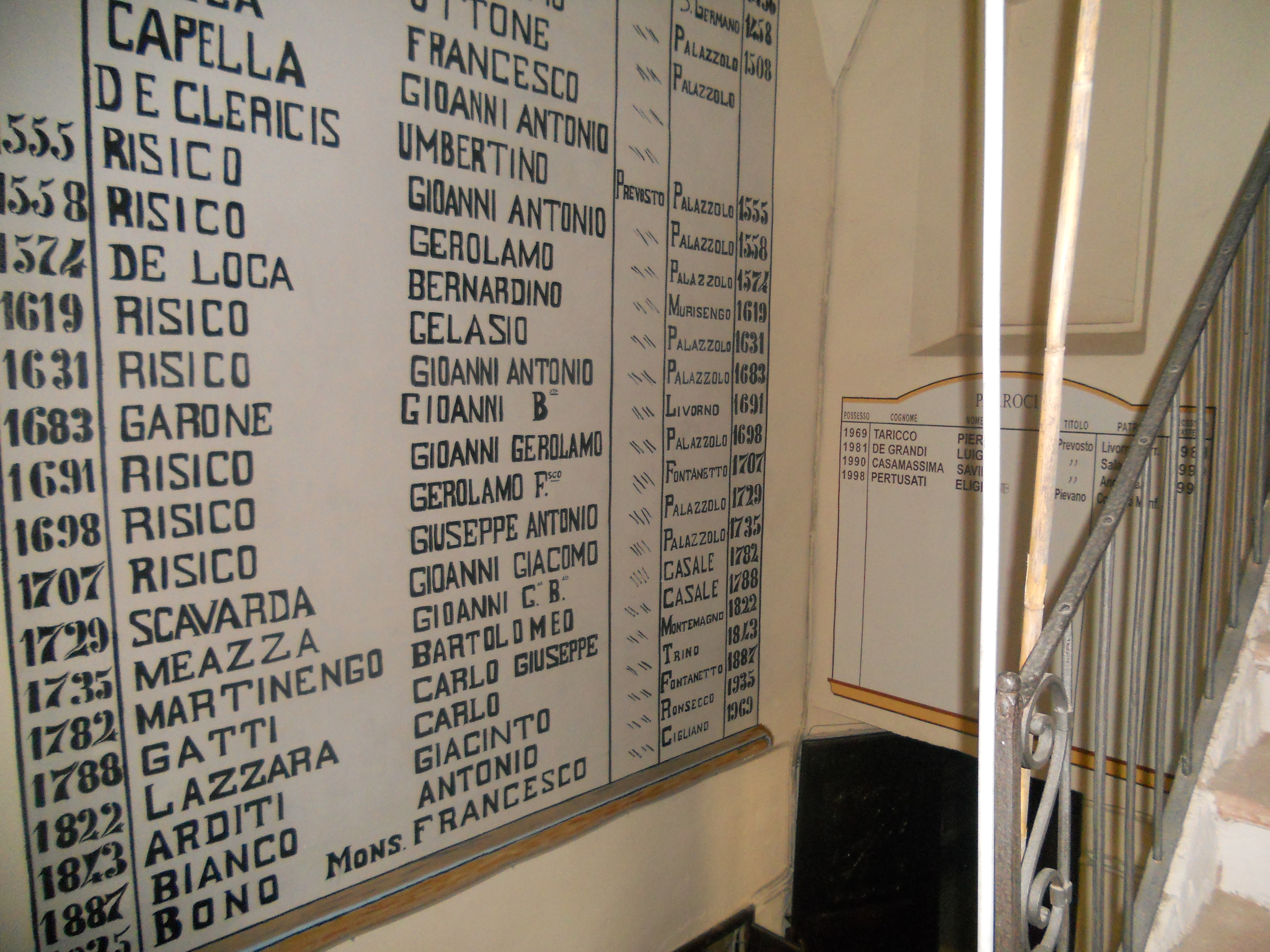
Affresco murale con i dati dei sacerdoti di Palazzolo dei quali si ha memoria
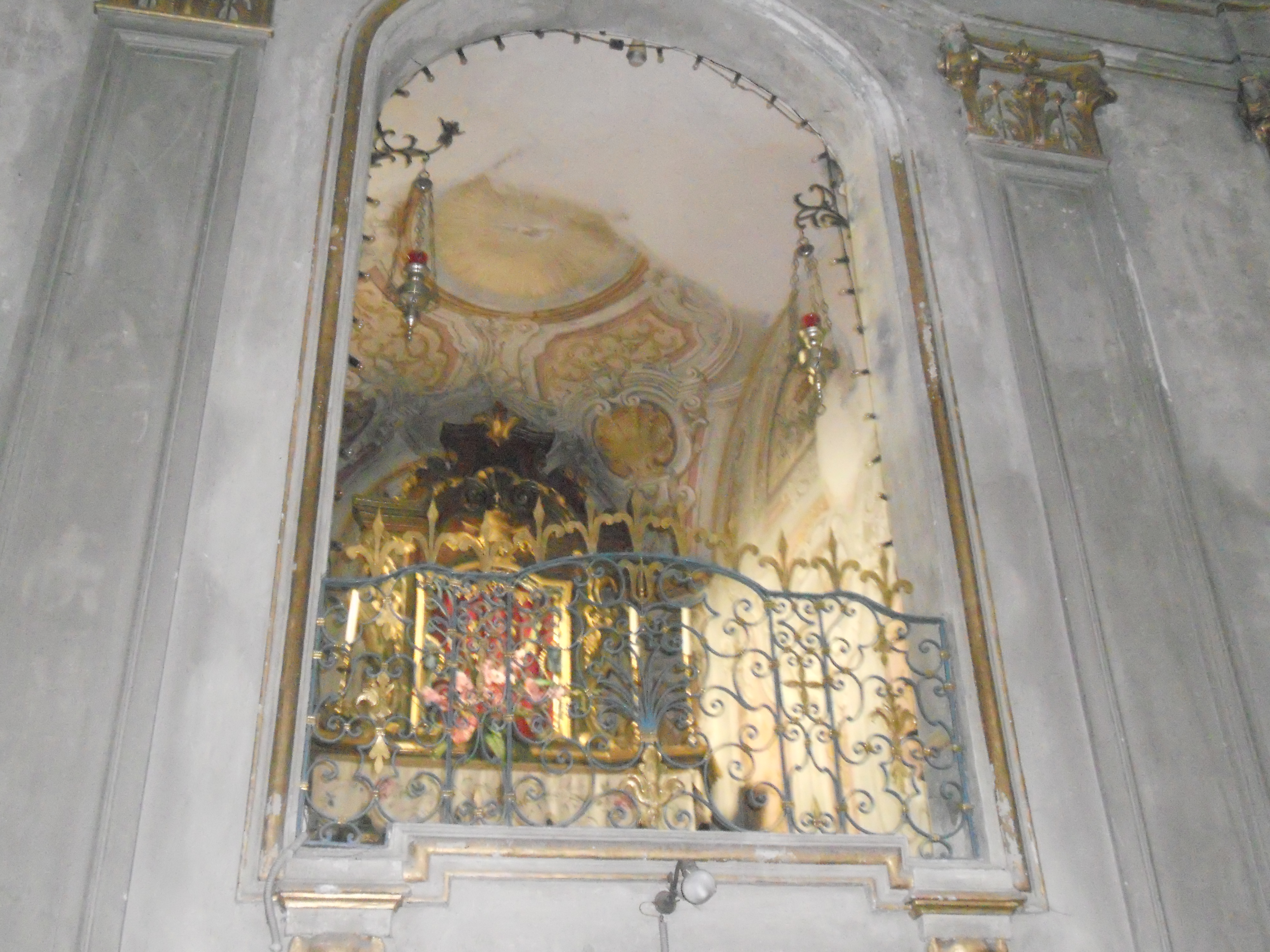
Piccolo altare dove risiede l'urna con i resti di S.Caio e S.Faustina
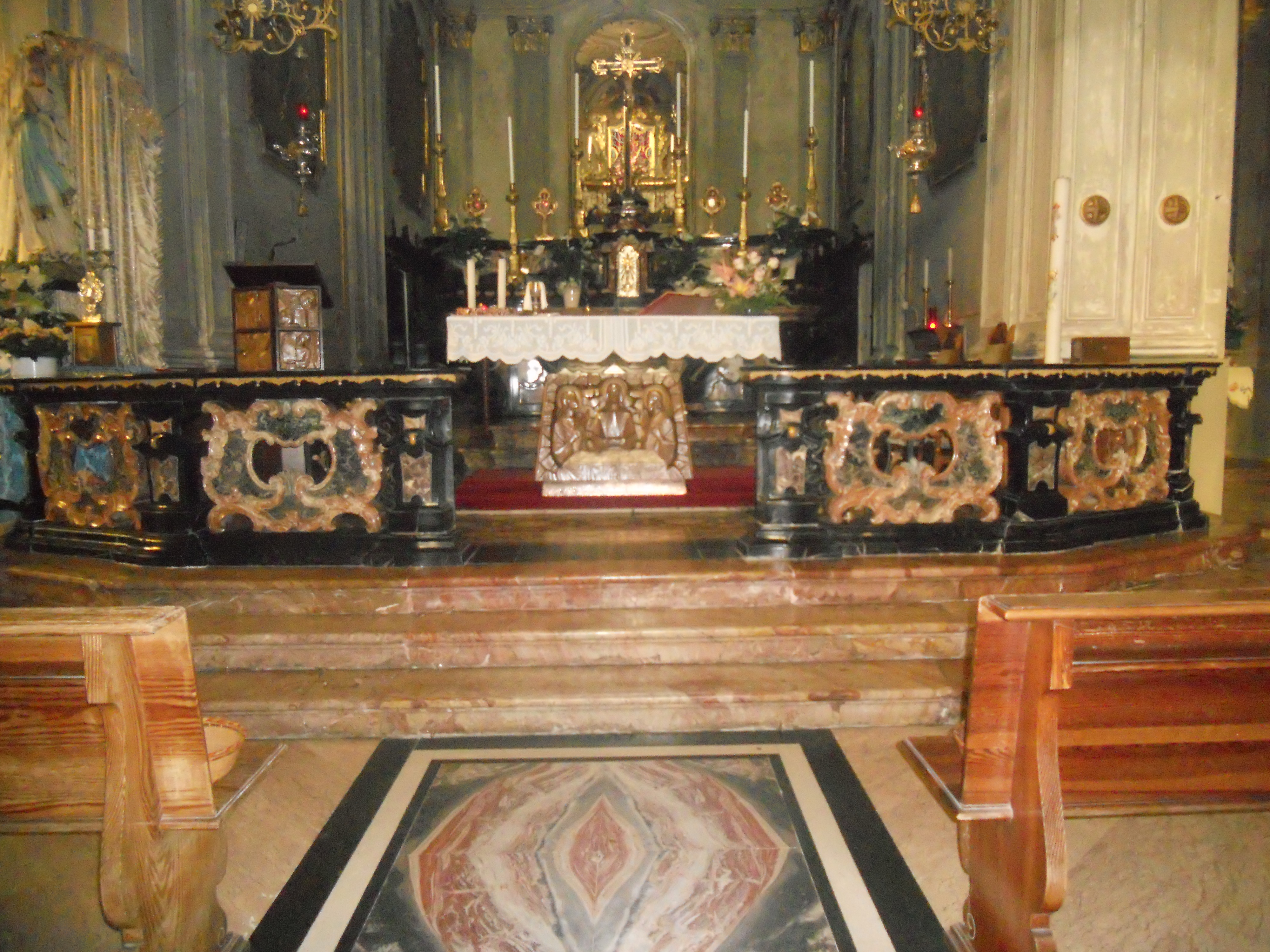
Altare della chiesa di San Germano, con in primo piano le caratteristiche "oblate" in marmo nero, rosa e bianco
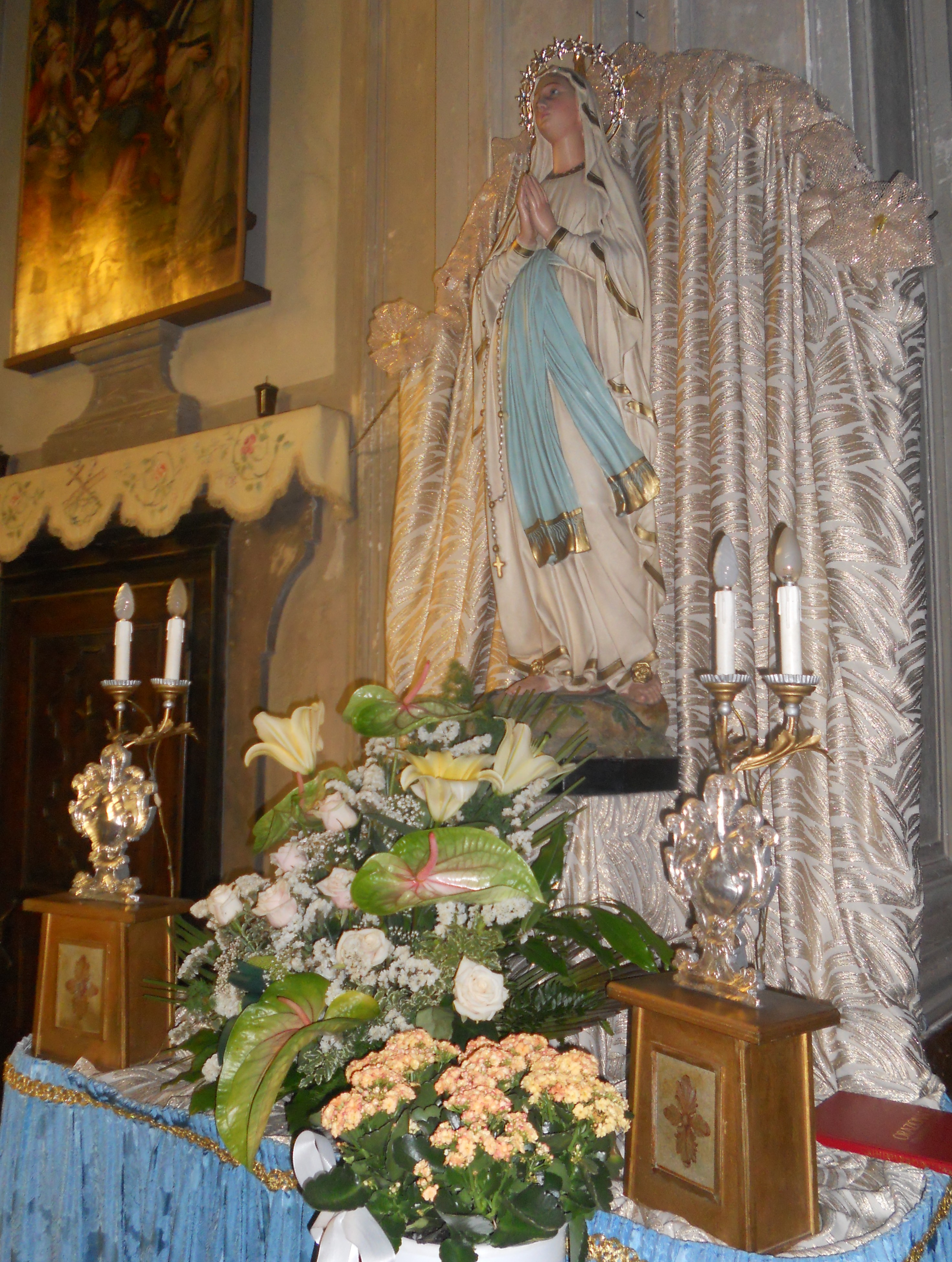
Statua raffigurante la Madonna di Lourdes
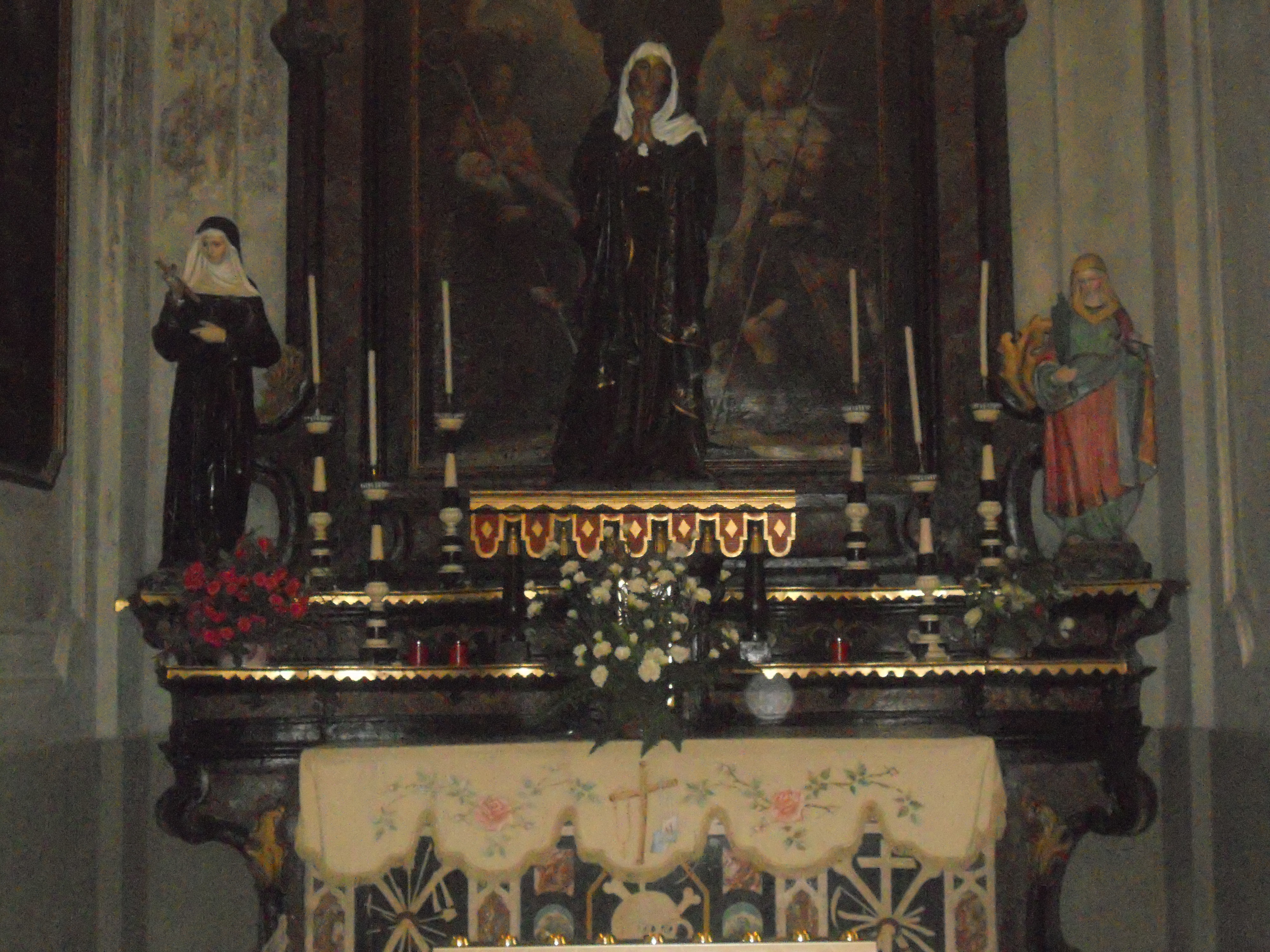
Altare e statua dedicati alla Madonna dell'Addolorata, nella navata sinistra della chiesa
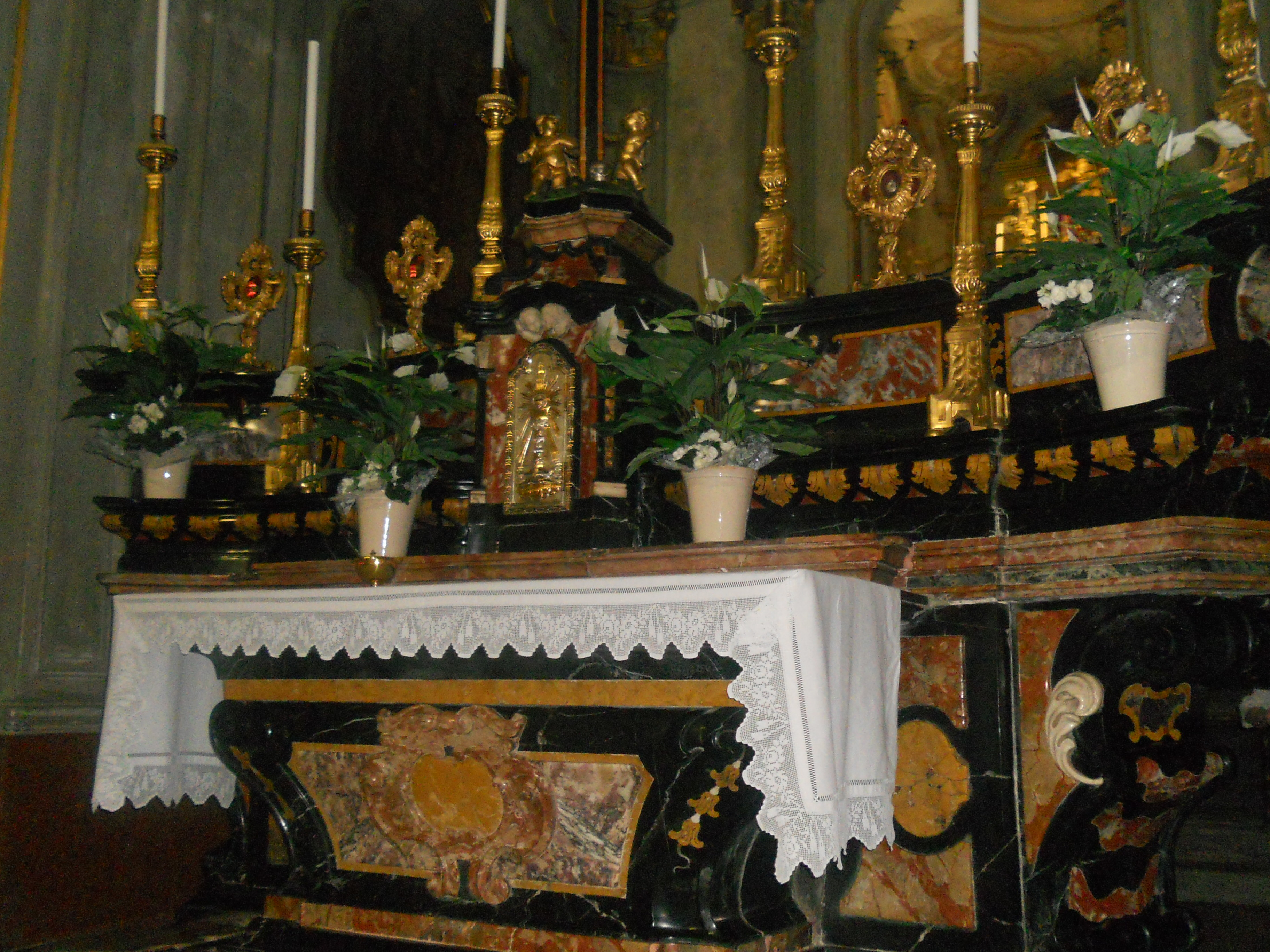
Primo piano dell'altare della parrocchia di San Germano

Dalle varie fonti scritte e materiali, le "radici" della chiesa parrocchiale di San Germano si collocano nel XIII secolo circa. Durante il corso dei secoli, sono state apportate all'edificio originario diverse modifiche, come l'ampliamento del diametro dei quattro pilastri, avvenuto verso l'Età moderna, e il rifacimento delle decorazioni murali durante gli anni '50 dell'ultimo secolo.
Per testimoniare il susseguirsi dei vari sacerdoti durante gli anni, nel 1996 e successivamente per gli aggiornamenti nel 2011, è stato realizzato un affresco murale nella sagrestia della parrocchia; in esso sono indicati i vari dati riguardanti i parroci e il primo di essi (dei quali si può avere memoria dalle fonti storiche) ha servito la comunità dall'inizio dell'anno 1423

### Chiesa della Madonnina (S.S. Annunziata)

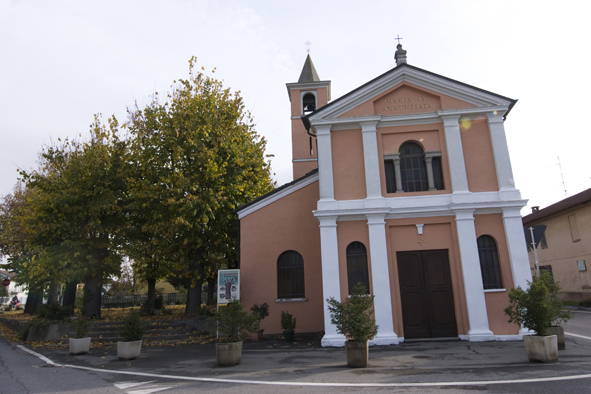
La facciata della chiesa

La chiesa della Madonnina è uno degli edifici storico-religiosi più importanti di Palazzolo Vercellese, per via delle sue caratteristiche e del suo utilizzo. La chiesa si trova all'inizio del paese, circondata dall'incrocio di due vie principali (via Giovanni Ferraris e viale Curzio Conzaga). Viene utilizzata per cerimonie religiose particolari, quali i matrimoni, la "messa delle undici" del Lunedì dell'Angelo e la solenne processione annuale, detta anche "festa di fine raccolto", perché si svolge all'ultima domenica di ottobre, quando ormai gli agricoltori hanno concluso la mietitura del riso. Durante tale processione, la statua della Madonna viene portata per le vie del paese, in segno di ringraziamento per il buon esito del lavoro svolto durante l'anno, non solo di tipo agricolo, ma di qualunque genere e settore. Alla fine, viene consegnata a ogni contadino palazzolese, attraverso una relativa offerta, la tipica torta del luogo, la csenta.

### Chiesa Madonna dell'Ala (Confraternita dei S.S. Apostoli Pietro e Paolo)
La chiesa Madonna dell'Ala, conosciuta meglio in paese come "Chiesetta degli Apostoli", sorge all'incrocio tra Corso Italia e via Silvio Bondesan, e momentaneamente è inattiva per l'insicurezza del tetto e della struttura in generale.
Come tutte le chiese presenti in Palazzolo, ha origini medievali. Dopo la Rivoluzione francese, agli inizi degli anni novanta del XVIII secolo la tempesta rivoluzionaria che sconvolgeva la società francese, si fece sentire anche all'interno del vicino Stato Sabaudo. L'erario dello Stato era esausto e la bancarotta pareva ormai inevitabile, tanto che si fondevano le campane delle chiese per fare monete e cannoni. Proprio per questo utilizzo, nel giugno 1795 la Zecca chiese un contributo a Palazzolo, permettendo la fusione della campana della chiesa degli Apostoli. A parte questo evento avvenuto in epoca napoleonica, tale chiesetta, durante il corso dell'ultimo secolo, rimase poco attiva: veniva utilizzata come "banco di beneficenza" e dopo tale mansione, venne chiusa per la pericolosità relativa alla sua struttura.

### Chiesa di San Sebastiano

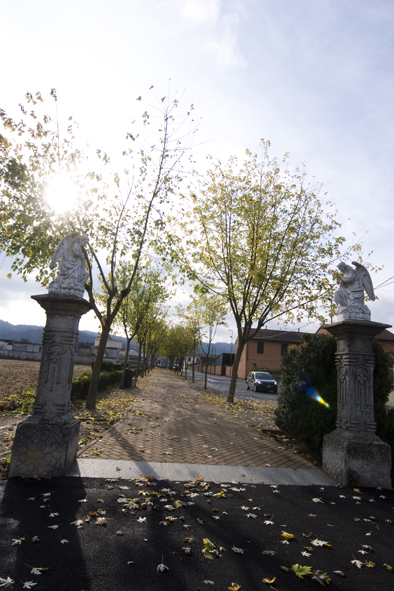
Il viale che porta all'ingresso del cimitero del paese

La chiesa di S.Sebastiano è la chiesa che si trova all'interno del cimitero di Palazzolo e fatta erigere a spese di un certo Cavagna in adempimento di un voto, verso il 1500. Riedificata nel 1630 dal Comune per il voto ai santi Sebastiano e Rocco per la liberazione dalla peste. Originariamente, il cimitero di Palazzolo, da ciò che si può trarre da una mappa di fine Seicento, si trovava tra la chiesa parrocchiale di S. Germano e l'attuale municipio.

## Società

### Evoluzione demografica
Abitanti censiti

## Cultura

### Eventi

#### Festa di San Caio
La festa in onore del compatrono san Caio si svolge la prima domenica di settembre.

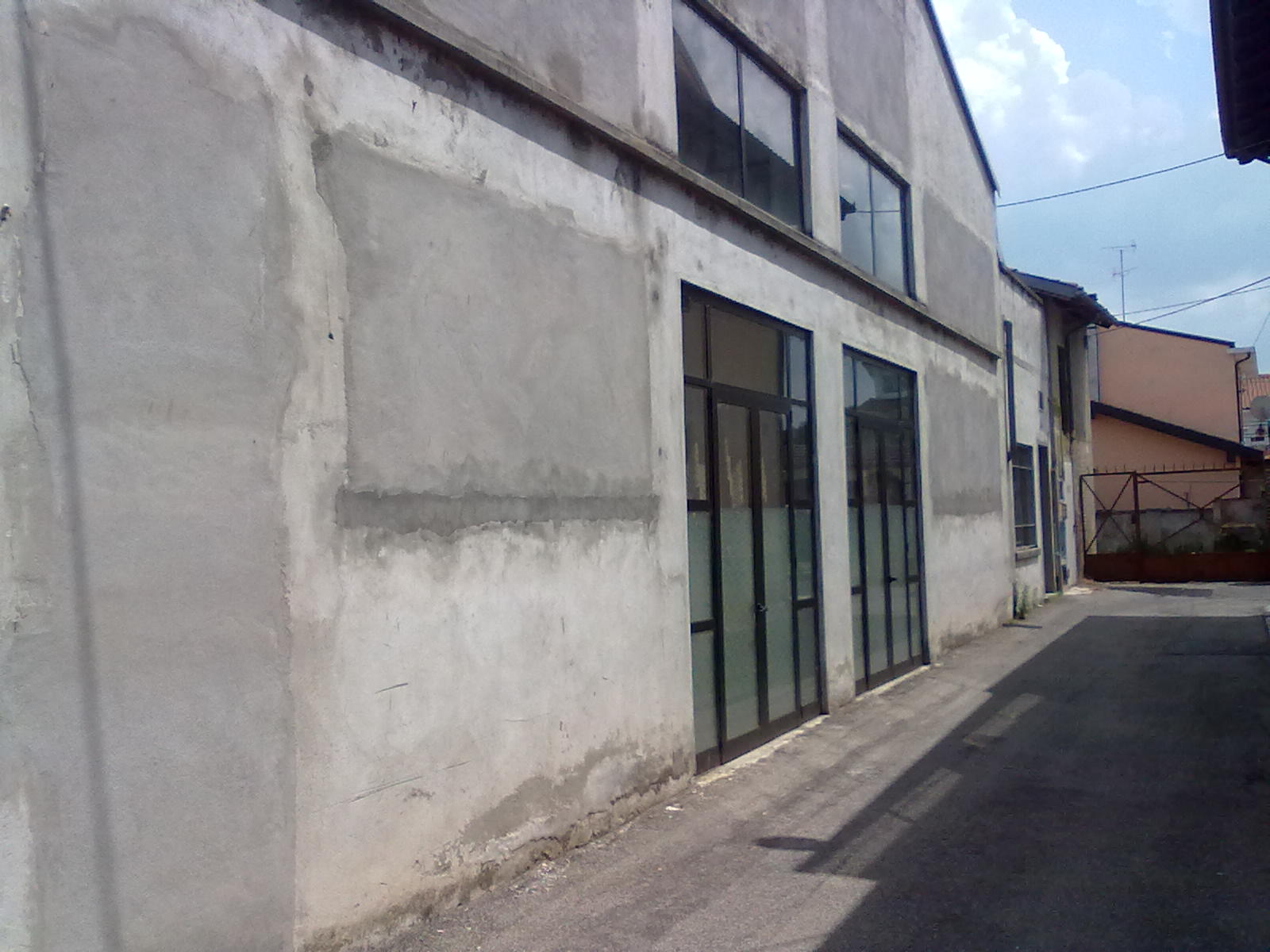
L'esterno del Centro polivalente di Palazzolo, dove si svolgono le principali feste e cene
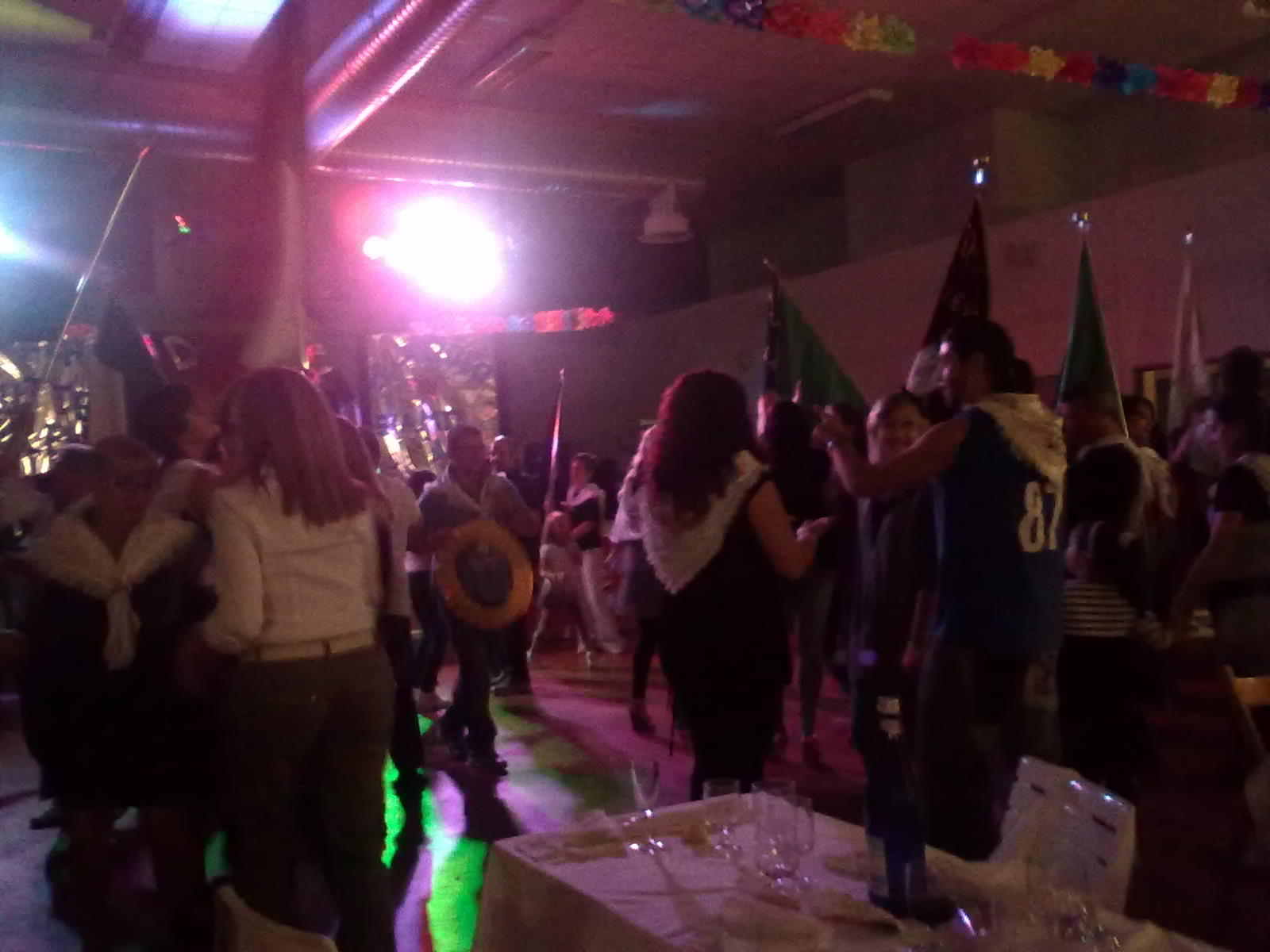
Un momento della festa "Levone 2011", tenutosi in un sabato sera di ottobre

## Amministrazione

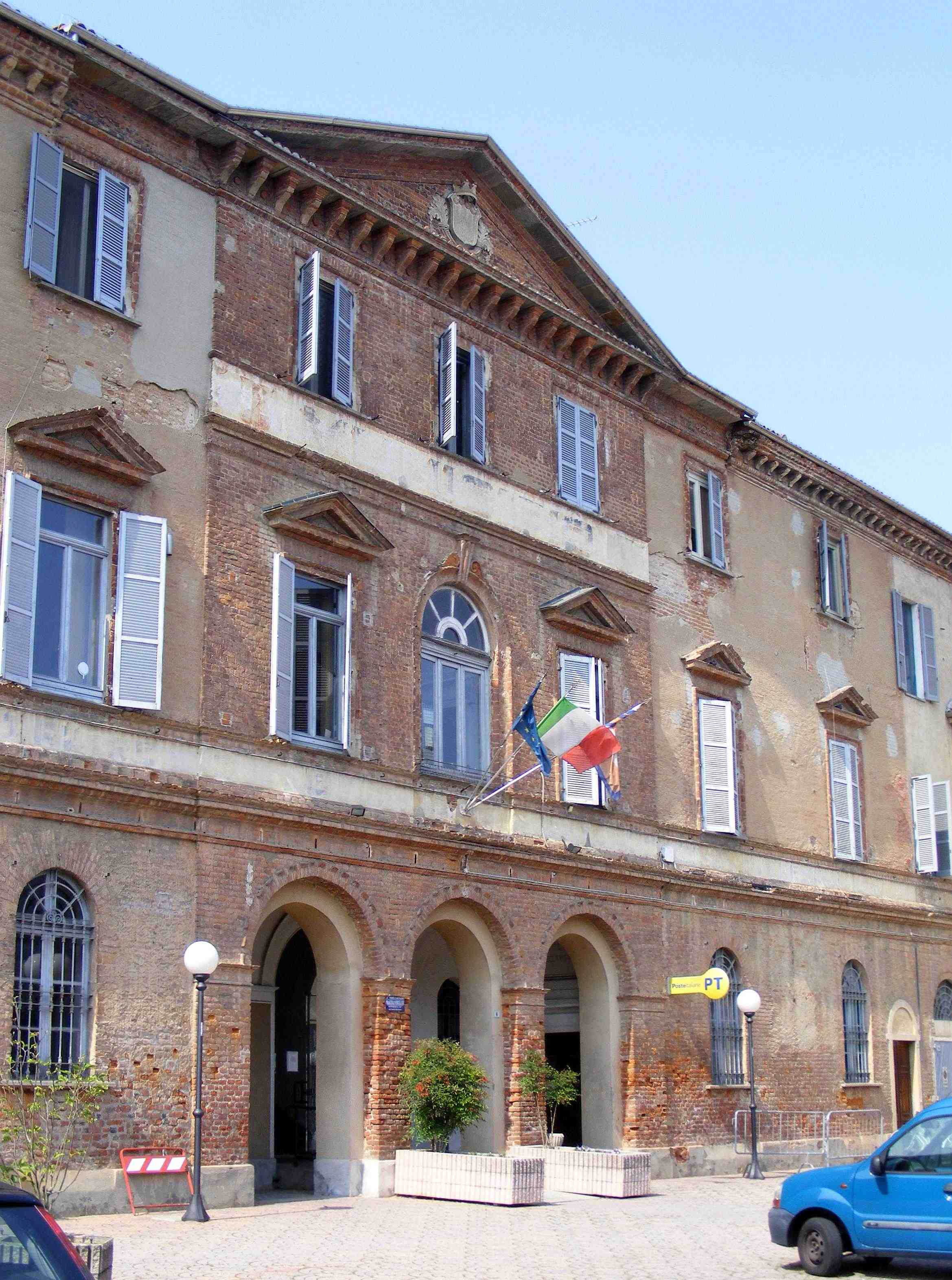
Il municipio

L'amministrazione del paese ha sede nel proprio municipio in piazza Martiri della Libertà.
| Periodo | Periodo   | Primo cittadino    | Partito       | Carica  | Note |
| ------- | --------- | ------------------ | ------------- | ------- | ---- |
| 2004    | 2009      | Maria Luisa Poy    | Centro destra | Sindaco |      |
| 2009    | 2014      | Maria Luisa Poy    | Centro destra | Sindaco |      |
| 2014    | in carica | Emiliano Guarnieri |               | Sindaco |      |

## Sport
Il paese di Palazzolo possiede una propria squadra di calcio, U.S. Pro Palazzolo, che milita nel campionato locale di 1ª categoria. È una società sportiva attiva sin dai primi anni del XX secolo e oggi, oltre a possedere la prima squadra, ne possiede anche uno nel settore giovanile con calciatori sotto i 12/13 anni compresi. La Pro Palazzolo possiede, inoltre, un record unico nel suo genere e in tutta Italia: è la squadra che ha segnato più reti in una singola stagione (2011), ben 103.

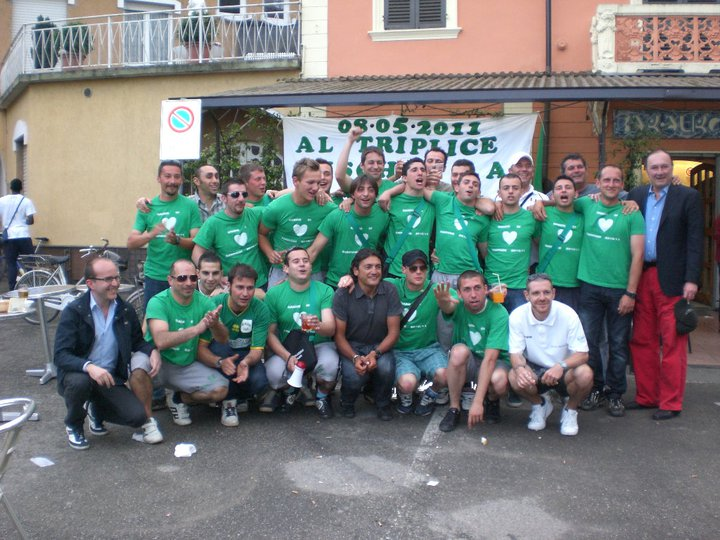
La rosa ufficiale 2011, artefici del record di reti, 103, in festa per il passaggio di categoria
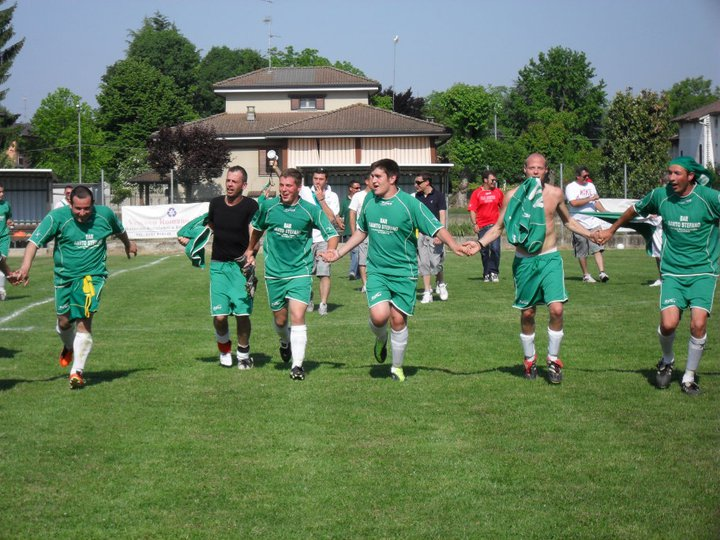
Festa in campo al Centro Sportivo di Palazzolo